# ゾエティス
ゾエティス社（Zoetis Inc.、/zō-EH-tis/）はアメリカの製薬会社で、ペットや家畜用の医薬品や予防接種の世界最大のメーカーである 。

## 解説
同社は世界最大の医薬品メーカーであるファイザー社の子会社であったが、ファイザー社が同社株式の83％をスピンオフしたことにより、現在は完全に独立した企業となっている。同社は約45カ国で製品を直接販売し、100カ国以上で販売している。米国外での事業がは総売上の50％を占めている。2013年6月、S&Pダウ・ジョーンズ・インデックスは、分社化と同時に、S&P500株価指数において、ゾエティスがファースト・ホライゾン・ナショナル・コーポレーションに取って代わることを発表した。

## 歴史

### 1950年代から2000年代

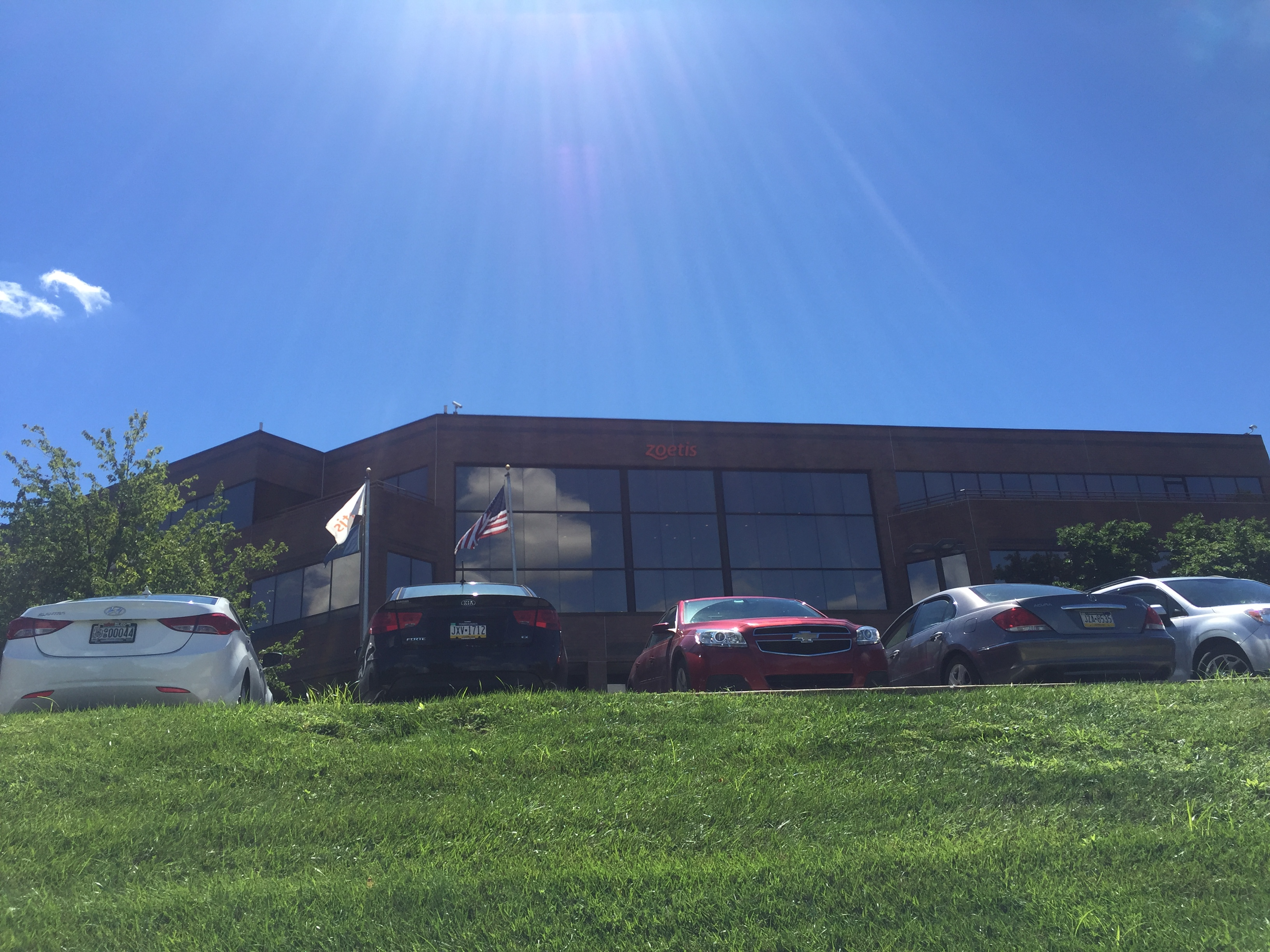
Zoetis building in Exton, PA

1950年代、ファイザーは家畜に有効であるオキシテトラサイクリンを含む、いくつかの医薬品の研究を開始した。.1952年、ファイザーアグリ事業部はインディアナ州テレホートに732エーカーの研究開発施設「ヴィゴ」を開設。 1988年までに、この部門はファイザーアニマルヘルスと改名された。1995年のグラクソ・スミスクライン社によるノーデン・ラボラトリーズ社の買収により、ファイザーのアニマルヘルス部門は、家庭用ペット を含む小動物ケアへと拡大した。2003年、ミシガン州カラマズーに第二研究開発センターが開設された。 同年、ファイザーはファルマシア社を600億米ドルの自社株購入権で買収。2007年から2011年にかけて、エンブレックス社、カタパルト・ジェネティクス社、ボビゲン社、ワイス社、フォート・ドッジ・アニマルヘルス社、ベットネックス・アニマルヘルス社、シンバイオティクス社、マイクロテック社、キング・ファーマシューティカルズ社、アルファルマ社を買収。
2010年代から現在まで
2012年、ファイザーアニマルヘルスを別会社にする計画が正式に発表された。 新会社名は、ゾエティス（Zoetis）。ラテン語由来の動物学用語で「生命に関わる」を意味するzoeticにちなんで命名された。
ゾエティス・インクの売上高は2011年に42億ドル、2012年には43億4,000万ドルを超えた。世界の動物医療産業は推定220億米ドル産業である。
2013年5月22日、ウォール・ストリート・ジャーナル紙は、ファイザー社が同社株式の過半数の売却を計画していると報じた。 それによると、株主はファイザー株をゾエティス株と交換するオプションを持つことになる。 ゾエティスの売却は、コスト削減、資本調達、負債返済のために他の非医薬品子会社を売却するというファイザーの最近の決定と一致している。同社は、JPモルガン・チェース、バンク・オブ・アメリカ、メリルリンチ、ゴールドマン・サックス証券、モルガン・スタンレーが主幹事を務めると発表した。
2014年11月、アクティビスト投資家のビル・アックマンは、パーシング・スクエア・キャピタル・マネジメントが同社に8.5％の株式を取得し、約4180万株を集めたことを明らかにし、株価はIPO以来の最高値をつけた。 11月17日、同社はアボット・ラボラトリーズからペット用医薬品のポートフォリオを約2億5,500万ドルで買収すると発表した。

2012年　株式公開
2012年8月10日にファイザーは米国証券取引委員会にA種株式の登録を正式に申請した。　2013年2月1日のゾエティスのIPOでは、8,610万株が22億米ドルで売却された。当時、米国企業によるIPOとしては、2012年5月18日のフェイスブックによる160億ドルのIPO以来、最大規模であった。ファイザーは4億1,400万株のクラスB株を保有し同社の株式の83％を支配した。 株式投資家たちは、売上高に比例した高い利益率と子会社の将来的な成長に対する消費者の信頼に魅了された。  主幹事はJPモルガン・チェース、バンク・オブ・アメリカ・メリルリンチ、モルガン・スタンレーだった。IPOで調達された資金の大半は既存のファイザーの負債の返済に充てられた。

買収
2015年11月、同社は養殖治療・疾病の開発企業Pharmaq社を7億6500万ドルで買収すると発表した。2017年、Zoetis社はアイルランドを拠点とし、生物製剤に特化した技術と製品候補パイプラインを持つNexvet社を買収した。
2018年5月、現金19億ドルでアバクシスを買収する意向を発表。
2021年8月、Zoetis社はJurox社を買収すると発表し、ニュージーランド、米国、カナダ、英国における事業のプレゼンスを拡大した。
2022年6月、ゾエティスは精密動物健康ソリューションのポートフォリオを強化するため、株式非公開の遺伝学企業であるBasepaws社を買収した。

## 製品
ゾエティスの製造ネットワークは11カ国28拠点で構成されており、各拠点は化学物質や感染症の安全性に関する規制要件を満たすように設計されている。多くの研究開発事業は製造拠点と併設されており、新製品をより早く市場に投入するための協力体制となっています。ゾエティスは、ファイザー社の60年にわたる歴史に基づき、ハイテクを駆使した革新的な製造技術を目指している。